# Personer i Sverige födda i Serbien och Montenegro
Till personer i Sverige födda i Serbien och Montenegro räknas personer som är folkbokförda i Sverige och som har sitt ursprung i Serbien och Montenegro. Enligt Statistiska centralbyrån fanns det 2017 i Sverige sammanlagt cirka 6 100 personer födda i Serbien och Montenegro.

## Historisk utveckling

### Födda i Serbien och Montenegro
| Personer i Sverige födda i Serbien och Montenegro 2003–2024 | Personer i Sverige födda i Serbien och Montenegro 2003–2024 | Personer i Sverige födda i Serbien och Montenegro 2003–2024 | Personer i Sverige födda i Serbien och Montenegro 2003–2024 | Personer i Sverige födda i Serbien och Montenegro 2003–2024 |
| --- | ----------------------------------------------------------- | ----------------------------------------------------------- | ----------------------------------------------------------- | ----------------------------------------------------------- |
| |                                                             |                                                             |                                                             |                                                             |
| År |                                                             |                                                             | Folkmängd                                                   |                                                             |
| 2003 | 2003                                                        |                                                             | 421                                                         |                                                             |
| 2004 | 2004                                                        |                                                             | 1 896                                                       |                                                             |
| 2005 | 2005                                                        |                                                             | 3 626                                                       |                                                             |
| 2006 | 2006                                                        |                                                             | 6 805                                                       |                                                             |
| 2007 | 2007                                                        |                                                             | 6 743                                                       |                                                             |
| 2008 | 2008                                                        |                                                             | 6 694                                                       |                                                             |
| 2009 | 2009                                                        |                                                             | 6 608                                                       |                                                             |
| 2010 | 2010                                                        |                                                             | 6 529                                                       |                                                             |
| 2011 | 2011                                                        |                                                             | 6 411                                                       |                                                             |
| 2012 | 2012                                                        |                                                             | 6 313                                                       |                                                             |
| 2013 | 2013                                                        |                                                             | 6 265                                                       |                                                             |
| 2014 | 2014                                                        |                                                             | 6 199                                                       |                                                             |
| 2015 | 2015                                                        |                                                             | 6 137                                                       |                                                             |
| 2016 | 2016                                                        |                                                             | 6 091                                                       |                                                             |
| 2017 | 2017                                                        |                                                             | 6 069                                                       |                                                             |
| 2018 | 2018                                                        |                                                             | 6 049                                                       |                                                             |
| 2019 | 2019                                                        |                                                             | 6 039                                                       |                                                             |
| 2020 | 2020                                                        |                                                             | 6 012                                                       |                                                             |
| 2021 | 2021                                                        |                                                             | 5 982                                                       |                                                             |
| 2022 | 2022                                                        |                                                             | 5 950                                                       |                                                             |
| 2023 | 2023                                                        |                                                             | 5 902                                                       |                                                             |
| 2024 | 2024                                                        |                                                             | 5 857                                                       |                                                             |
| Anm.: Befolkning den 31 december respektive år. Anledningen till att statistiken startar från 2003 är att staten Serbien och Montenegro skapades då. Serber och montenegriner som kom innan 2003 räknas in i statistiken för Jugoslavien (se Jugoslaver i Sverige). Anledningen till att antalet serber och montenegriner minskar efter 2006 är att staten Serbien och Montenegro upphör att existera det året. Serber och montenegriner som kom efter 2006 räknas in i statistiken för Serbien (se Serber i Sverige) och Montenegro (se Montenegriner i Sverige). |                                                             |                                                             |                                                             |                                                             |